# غرايم لينكه
غرايم لينكه (بالإنجليزية: Graeme Linke)‏ هو لاعب كرة قدم أسترالية أسترالي، ولد في 17 نوفمبر 1951.

## وصلات خارجية
- غرايم لينكه على موقع AustralianFootball.com (الإنجليزية)
- غرايم لينكه على موقع AFLtables.com (الإنجليزية)